# نحاسية الجسم
نحاسية الجسم (الاسم العلمي: Chalcosoma)، جنس حشرات خنفسية من غمديات الأجنحة وفُصيلة خنافس وحيد القرن.
- خنفساء أطلسية
- Chalcosoma caucasus. هذا النوع له مرادفات Chalcosoma chiron وChalcosoma janssensi
- Chalcosoma moellenkampi
- Chalcosoma engganensis